# Bahia (crucero)
Bahía fue un crucero de la Marina Brasileña, construido por los astilleros Armstrong Whitworth, en Inglaterra. Fue parte de un motín que se inició en diversos buques de la fuerza en noviembre de 1910 (conocido como Revolta da Chibata), donde la tripulación exigía al gobierno distintas condiciones, como el fin de los castigos de flagelación. Por este evento, la ciudad de Río de Janeiro fue mantenida en estado de sitio, ante la posibilidad de un ataque naval. Fue asignado, junto con su gemelo Río Grande do Sul, a la División Naval de Operaciones en Guerra durante la Primera Guerra Mundial, con el fin de realizar tareas de escolta en zonas donde se especulaba la presencia de submarinos alemanes. Tuvieron su base en Dakar y Sierra Leona. Fue la principal contribución de Brasil al conflicto. Posteriormente fue modernizado, en la década de 1920.
Durante la Segunda Guerra Mundial también cumplió tareas de escolta, ayudando a los aliados en el teatro de operaciones, navegando desde el Atlántico hasta el Pacífico.  Llegó a navegar más de 100,000 millas náuticas en un año. Mientras se encontraba desempeñándose en tareas de salvataje y apoyo naval a aeronaves aliadas, tras el fin de la guerra, el 4 de julio de 1945, actuaba como guardia de aviones de transporte que volaban desde los teatros de guerra del Atlántico a los del Pacífico. Los artilleros del Bahía estaban disparando a una cometa para prácticas antiaéreas cuando una apuntó demasiado bajo y alcanzó cargas de profundidad almacenadas cerca de la popa del barco, lo que provocó una explosión masiva que incapacitó al barco y lo hundió en cuestión de minutos. Sólo unos pocos miembros de la tripulación sobrevivieron a la explosión, y menos aún estaban vivos cuando se descubrieron sus balsas días después.